# Golcar
Golcar är en ort i distriktet Kirklees, i grevskapet West Yorkshire, i England. Denna ward hade 18 736 invånare år 2021. Golcar var en civil parish från 1866 till 1937 då den blev en del av Colne Valley och Huddersfield. Denna civil parish hade 9 812 invånare år 1931. Golcar var ett distrikt från 1894 till 1937 då den blev en del av Colne Valley och Huddersfield. Byn nämndes i Domedagsboken (Domesday Book) år 1086, och kallades då Gudlagesarc/Gudlagesargo.